# セルゲイ・パラジャーノフ
セルゲイ・パラジャーノフ （アルメニア語: Սարգիս Հովսեփի Փարաջանյան, ラテン文字転写：Sargis Hovsepi Parajanyan, ロシア語: Сергей Иосифович Параджанов, ウクライナ語: Сергій Йосипович Параджанов, 1924年1月9日 - 1990年7月20日） は、ソ連の映画監督、脚本家、画家、工芸家。ジョージア・トビリシ出身のアルメニア人。

## 生涯
1924年 1月9日、ジョージアのトビリシでサルキス・ホヴセピ・パラジャニャンとして生まれた。父方の祖父は二輪馬車職人の家に生まれた四輪馬車の御者であった。パラジャーノフという名は祖父が第二ギルド商人の資格を取得する際に改名したロシア名である。父親は皇帝軍の年少士官であったが、革命後は古美術と中古品を商う店を経営した。姉が二人おり、三兄弟の末っ子であった。幼少期にはバイオリンや歌、バレエ、絵画などのクラスを受講し、芸術的に恵まれた環境で育ったと言われている。
1946年、モスクワの全ソ国立映画大学の監督科に入学した。アレクサンドル・ドヴジェンコやイーゴリ・サフチェンコ、ミハイル・ロンムなどの元で映画製作を学んだ。1947年の夏に悪ふざけに耽っていたトビリシの学生らとともに同性愛の嫌疑をかけられて逮捕され、初めて投獄された。翌1948年の初めに釈放された。1951年、初の短編『Молдавская сказка』を製作した。また、1950年にタタール人の女学生と結婚したが、翌1951年に彼女は女学生の家族の報復によって殺害された。
1953年からはキエフに定住した。翌1954年にヤーコフ・バゼリャンと共同監督でモルダヴィアの詩人エムリアン・ブーコフの物語を脚色した初の長編『アンドリエーシ』を発表した。1955年にはウクライナ人のスヴェトラーナ・チェルバチュークと再婚して一子をもうけたが、1961年に離婚した。1957年にはテレビ放映用に『黄金の手』や『ナタリヤ・ウジヴィ』、『ドゥムカ』といった3本の短編を製作した。
1961年、戦争の悲劇を扱った長編『ウクライナ・ラプソディ』を発表。翌1962年には宗教セクトに蝕まれるドンバスの坑夫たちを描いた長編『石の上の花』を発表した。この時期の諸作品には形式的にも内容的にも当局が求めた社会主義リアリズムに忠実であろうとする志向が顕著であり、後年の作品との共通点は見られないとされている。また、パラジャーノフは1962年に公開されたアンドレイ・タルコフスキーの『僕の村は戦場だった』に強い影響を受けたと言われている。
1964年、ウクライナの作家ミハイル・コテュビンスキイの誕生百年祭に向けた『忘れられた祖先の影』の脚色をドウジェンコ記念キエフ映画スタジオに依頼された。同作の撮影はカルパチア山脈の東側ジャビー村でグッツールの協力の下に行われ、チーフカメラマンとしてユーリー・イリエンコが起用された。翌1965年に完成した同作はマール・デル・プラタ国際映画祭でグランプリを受賞するなどその独自のスタイルと色彩が国際的に賞賛されるが、映画祭の枠外で上映されたモスクワでの評判は今ひとつであり、全国的な配給には至らなかった。キエフでの封切りの際にパラジャーノフはウクライナの知識人たちに対する不当な逮捕と拘留に公に反対した。同作はパラジャーノフの名前を世界的に広めただけでなく、ウクライナの民族主義的な知識人たちにも歓迎された。1966年には同作がフランスで上映されたが、タイトルは『火の馬』と改題され、本編もオリジナル版の100分から95分に短縮された。同作の題名は日本でも『火の馬』として知られているが、英語版では『Shadows of the Forgotten Ancestors』となっている。また、1965年から1966年にかけて、再びキエフ映画スタジオから依頼された『キエフのフレスコ画』を製作し始めたが、シュールレアリスムを思わせる前衛的なスタイルが原因となって製作は中止された。最終的に同作はパラジャーノフ自身が15分の短編として編集したものが1966年に発表された。
1968年の夏にはアルメニアのエレヴァンに召喚され、アルメニア語で復活を意味するハルティンの名を持つアシューグに捧げる伝記絵巻『サヤト・ノヴァ』の準備に取りかかった。『キエフのフレスコ画』の製作が中止となり、ウクライナに居られなくなったパラジャーノフに同作の構想を示唆したのは文芸学者ヴィクトル・シクロフスキーであった。1969年、完成した同作がモスクワやキエフ、エレヴァン、トビリシで封切られたが、難解で退廃的と見なされ、ソ連の国家映画委員会であるゴスキノに激しく糾弾された。これ以後、パラジャーノフは10本の映画を企画したが、同委員会に全て却下された。『サヤト・ノヴァ』はセルゲイ・ユトケーヴィッチによって字幕の追加や短縮などの再編集が行われ、1971年に『ざくろの色』として再上映された。しかし、検閲によっていくつものシーンが削除され、その箇所は現在でも観ることが出来ない。
1973年にはアンデルセンの童話集をテレビ用に翻案した脚本に許可が下りたが、同年12月にモスクワから短い旅行の帰りに尋問を受け、キエフにて検挙された。これはウクライナ人の歴史家ヴァレンチン・モロツの裁判での証言の拒否やベラルーシのミンスクにおけるソ連当局への批判的で挑発的な発言が問題視されたためと思われる。映画同業者からはパラジャーノフを擁護する声やソ連政府への抗議運動が国内外で起きたが、1974年に有罪になり、不当な罪状で5年間の懲役判決を受けて投獄された。その後、国際的な映画祭を通じてすでにその名声が高まっていたパラジャーノフの救済のために、ロベルト・ロッセリーニやフェデリコ・フェリーニ、ルキノ・ヴィスコンティ、フランソワ・トリュフォー、ジャン＝リュック・ゴダールといったヨーロッパ中の映画人が抗議運動を展開した。その成果もあって、1977年12月に釈放された。しかし、その後もソ連当局からは危険人物と見なされ、1982年2月には家宅捜査を受けた末にトビリシで再び逮捕されたが、無罪となって同年11月に釈放された。この2回の投獄により過酷な労働を課せられたパラジャーノフは苦痛を味わったと言われている。
1983年、トビリシで改革的な文化政策を取ったグルジア共産党第一書記エドゥアルド・シェワルナゼによってパラジャーノフに再び撮影許可が降りた。翌1984年にジョージアの民話を脚色した『スラム砦の伝説』を製作し、16年ぶりに映画監督として復帰した。同作はモスクワでの封切りの際に強烈な支持を受け、ヨーロッパでも高く評価された。1985年にはパラジャーノフのコラージュやデッサンなどの展覧会がトビリシで開催された。
1985年のミハイル・ゴルバチョフ書記長就任後、ペレストロイカによってパラジャーノフは64歳になって初めて出国を許可され、自由な映画製作が可能となった。1987年、ミハイル・レールモントフの『アシク・ケリブ』の映画化に着手し、同年10月にアゼルバイジャンのシュリリ村で撮影を開始した。翌1988年に完成した同作はヴェネツィア国際映画祭やニューヨーク映画祭などに招待され、その独自性が国際的な賞賛を受けた。パラジャーノフは同作をアンドレイ・タルコフスキーに捧げた。この時期、フランスでは『カイエ・デュ・シネマ』誌とフェスティバル・ドトヌの先導により、パラジャーノフの全作品上映が行われた。また、1988年にはエレヴァンでパラジャノフのコラージュや人形などの展覧会が行われ、大きな成功を収めた。
1989年、自伝的作品『告白』を準備していたが、肺と心臓の疾患が悪化したために入院した。その後、左肺に癌が見つかり、葉摘出手術を受けるためにトビリシからモスクワに移された。1990年にもヨーロッパの映画祭へ訪問する前に肺炎を患い、訪問先のボルドーで入院した。その後、トビリシに戻ると呼吸器系の合併症になり、エレヴァンで手当を受けた後にパリのサン・ルイ病院で化学療法を受けた。しかし、危篤状態に陥り、パラジャーノフはエレヴァンに戻ることを希望。同年7月21日、肺炎により66歳で死去した。
パラジャーノフの死によって未完となった『告白』は1992年に製作されたドキュメンタリー『Parajanov: The Last Spring』に収められた。また、映画化されることのなかった多数の脚本のうち7本がフランス語に翻訳され、ロシアより先に出版された。日本では『七つの夢』と邦訳された書籍がダゲレオ出版社から販売された。他の監督によって映画化された脚本や構想にレオニード・オスィクの『ヴルーベリについてのエチュード』（1989年）やユーリイ・イリエンコの『ザ・ゾーン/スワンの湖』（1990年）がある。また、1973年以降の収容所生活で製作し始めた無数の絵画やコラージュ作品も残されている。

## 作品
- Молдавская сказка （1951年） 短編
- アンドリエーシ Андриеш （1954年） ヤーコフ・バゼリャンと共同監督
- 黄金の手 Золотые руки （1957年） 短編ドキュメンタリー
- ナタリア・ウジヴィ Наталия Ужвий （1957年） 短編
- ドゥムカ Думка （1957年） 短編ドキュメンタリー
- 村一番の若者 Первый парень （1958年）
- ウクライナ・ラプソディー Украинская рапсодия （1961年）
- 石の上の花 Цветок на камне （1962年）
- 火の馬 Тіні забутих предків （1964年）
- キエフのフレスコ画 Киевские фрески （1966年） 短編
- Հակոբ Հովնաթանյան （1967年） 短編ドキュメンタリー
- Երեխաներ Կոմիտասին （1968年） 短編ドキュメンタリー
- サヤト・ノヴァ Նռան գույնը （1968年）
- ざくろの色 （1971年） セルゲイ・ユトケーヴィッチによる『サヤト・ノヴァ』の再編集版
- スラム砦の伝説 ამბავი სურამის ციხისა （1984年）
- ピロスマニのアラベスク Арабески на тему Пиросмани （1985年） 短編ドキュメンタリー
- アシク・ケリブ აშიკი ქერიბი （1988年）
- 告白 Խոստովանանք （1989年 - 1990年） 未完